# Айшекадин (станція метро)
40°58′00″ пн. ш. 29°05′12″ сх. д. / 40.966803494815° пн. ш. 29.086741152058° сх. д.
Айшекадин (тур. Ayşekadın) — проміжна метростанція на лінії М8 Стамбульського метро.  
Станція розташована у мікрорайоні 19 травня, Кадикьой, Стамбул, Туреччина.
Станцію було відкрито 6 січня 2023

Конструкція: пілонна станція з укороченим центральним залом (глибина закладення — 31 м) типу горизонтальний ліфт
Пересадки
- Автобуси: 2, 17, 17L, 252;
- Маршрутки: 
  - Кадикьой - Пендік
  - Кадикьой - Ферхатпаша,
  - Кадикьой - Кючюкбаккалкьой - Аташехір

| Попередня станція          | Лінія | Лінія                           | Лінія | Наступна станція       |
| -------------------------- | ----- | ------------------------------- | ----- | ---------------------- |
| Емін Алі Паша до Бостанджи |       | M8 (Стамбульський метрополітен) |       | Коз'ятаги до Парселлер |